# A Ferencvárosi TC 1936–1937-es szezonja
A Ferencvárosi TC 1936–1937-es szezonja szócikk a Ferencvárosi TC első számú férfi labdarúgócsapatának egy szezonjáról szól, mely összességében és sorozatban is a 34. idénye volt a csapatnak a magyar első osztályban. A klub fennállásának ekkor volt a 38. évfordulója.

## Mérkőzések
| Színmagyarázat | Színmagyarázat |
| -------------- | -------------- |
|                | Győzelem.      |
|                | Döntetlen.     |
|                | Vereség.       |

### Közép-európai kupa1937
1. forduló
| 1937. június 13. |

| Slavia Praha             | 2 – 2               | Ferencváros            |
| ------------------------ | ------------------- | ---------------------- |
| Sobotka 20' Vytlačil 89' | (1 – 1) Jegyzőkönyv | Sárosi I 31' Toldi 65' |

| Prága Nézőszám: 25 000 Játékvezető: Giuseppe Scarpi (olasz) |

| 1937. június 27. |

| Ferencváros                | 3 – 1               | Slavia Praha |
| -------------------------- | ------------------- | ------------ |
| Toldi 32' 65' Sárosi I 56' | (1 – 0) Jegyzőkönyv | Puč 89'      |

| Üllői út, Budapest Nézőszám: 20 000 Játékvezető: Adolf Miesz (osztrák) |

2. forduló
| 1937. július 4. |

| Ferencváros            | 2 – 1               | Vienna FC |
| ---------------------- | ------------------- | --------- |
| Sárosi I 14' Toldi 69' | (1 – 1) Jegyzőkönyv | Erdl 7'   |

| Üllői út, Budapest Nézőszám: 15 000 Játékvezető: Giuseppe Scarpi (olasz) |

| 1937. július 11. |

| Vienna FC             | 1 – 0               | Ferencváros |
| --------------------- | ------------------- | ----------- |
| Pollak 19' (11-esből) | (1 – 0) Jegyzőkönyv |             |

| Praterstadion, Bécs Nézőszám: 7 000 Játékvezető: Bizik (csehszlovák) |

| 1937. július 14. |

| Ferencváros                   | 2 – 1               | Vienna FC  |
| ----------------------------- | ------------------- | ---------- |
| Schmaus 23' (öngól) Toldi 38' | (2 – 0) Jegyzőkönyv | Kaller 56' |

| Üllői út, Budapest Nézőszám: 16 000 Játékvezető: Rinaldo Barlassina (olasz) |

Elődöntő
| 1937. július 18. |

| Austria Wien                             | 4 – 1               | Ferencváros             |
| ---------------------------------------- | ------------------- | ----------------------- |
| Jerusalem 13' 47' Stroh 38' Sindelar 62' | (2 – 0) Jegyzőkönyv | Sárosi I 50' (11-esből) |

| Bécs Nézőszám: 32 000 Játékvezető: Hans Wütherich (svájci) |

| 1937. július 25. |

| Ferencváros                                       | 6 – 1               | Austria Wien |
| ------------------------------------------------- | ------------------- | ------------ |
| Kemény 6' 59' Sárosi I 23' 77' Kiss 57' Toldi 83' | (2 – 1) Jegyzőkönyv | Sindelar 43' |

| Üllői út, Budapest Nézőszám: 22 000 Játékvezető: Generoso Dattilo (olasz) |

(folytatását lásd az 1937–38-as szezonnál)

### NB 1 1936–37

#### Őszi fordulók
| 1. forduló 1936. augusztus 23. |

| Erzsébet–Soroksár | 1 – 5               | Ferencváros             |
| ----------------- | ------------------- | ----------------------- |
|                   | (0 – 1) Jegyzőkönyv | Toldi Karácsonyi Táncos |

| Budapest |

| 2. forduló 1936. augusztus 30. |

| Ferencváros      | 2 – 1       | Nemzeti FC |
| ---------------- | ----------- | ---------- |
| Karácsonyi Toldi | Jegyzőkönyv |            |

| Üllői út, Budapest |

| 3. forduló 1936. szeptember 6. |

| Haladás | 2 – 3               | Ferencváros       |
| ------- | ------------------- | ----------------- |
|         | (2 – 2) Jegyzőkönyv | Jászberényi Toldi |

| Rohonci úti stadion, Szombathely Nézőszám: 4 000 Játékvezető: Égner Kálmán (magyar) |

| 4. forduló 1936. szeptember 13. |

| Bocskai FC | 1 – 4       | Ferencváros  |
| ---------- | ----------- | ------------ |
|            | Jegyzőkönyv | Toldi Kemény |

| Debrecen |

| 5. forduló 1936. szeptember 20. |

| Ferencváros | 2 – 0               | Phőbus FC |
| ----------- | ------------------- | --------- |
| Tátrai      | (1 – 0) Jegyzőkönyv |           |

| Üllői út, Budapest |

| 6. forduló 1936. október 11. |

| Ferencváros              | 7 – 1               | Budai 11 |
| ------------------------ | ------------------- | -------- |
| Jászberényi Toldi Tátrai | (5 – 1) Jegyzőkönyv |          |

| Üllői út, Budapest |

| 7. forduló 1936. október 22. |

| Ferencváros        | 3 – 1       | Elektromos FC |
| ------------------ | ----------- | ------------- |
| Jászberényi Tátrai | Jegyzőkönyv |               |

| Hungária körút, Budapest |

| 8. forduló 1936. október 25. |

| Szeged FC | 1 – 1       | Ferencváros |
| --------- | ----------- | ----------- |
|           | Jegyzőkönyv | Toldi       |

| Szeged |

| 9. forduló 1936. november 1. |

| Ferencváros                              | 7 – 2       | Kispest |
| ---------------------------------------- | ----------- | ------- |
| Toldi Jászberényi Tátrai Sárosi I Kemény | Jegyzőkönyv |         |

| Üllői út, Budapest |

| 10. forduló 1936. november 8. |

| Hungária | 3 – 0               | Ferencváros |
| -------- | ------------------- | ----------- |
|          | (1 – 0) Jegyzőkönyv |             |

| Hungária körút, Budapest |

| 11. forduló 1936. november 22. |

| Újpest | 2 – 0               | Ferencváros |
| ------ | ------------------- | ----------- |
|        | (1 – 0) Jegyzőkönyv |             |

| Megyeri út, Újpest |

#### Tavaszi fordulók
| 12. forduló 1937. február 7. |

| Budafok FC | 1 – 4               | Ferencváros  |
| ---------- | ------------------- | ------------ |
|            | (0 – 1) Jegyzőkönyv | Kemény Toldi |

| Budapest |

| 13. forduló 1937. február 14. |

| III. Kerületi TVE | 0 – 5       | Ferencváros         |
| ----------------- | ----------- | ------------------- |
|                   | Jegyzőkönyv | Sárosi I Kiss Toldi |

| Hungária körút, Budapest |

| 14. forduló 1937. február 21. |

| Phőbus FC | 3 – 2       | Ferencváros    |
| --------- | ----------- | -------------- |
|           | Jegyzőkönyv | Sárosi I Toldi |

| Budapest |

| 15. forduló 1937. február 28. |

| Budai 11 | 1 – 6               | Ferencváros         |
| -------- | ------------------- | ------------------- |
|          | (1 – 5) Jegyzőkönyv | Sárosi I ög' Kemény |

| Hungária körút, Budapest |

| 16. forduló 1937. március 7. |

| Elektromos FC | 2 – 1       | Ferencváros |
| ------------- | ----------- | ----------- |
|               | Jegyzőkönyv | ög'         |

| Budapest |

| 17. forduló 1937. március 14. |

| Ferencváros    | 8 – 1       | Szeged FC |
| -------------- | ----------- | --------- |
| Sárosi I Toldi | Jegyzőkönyv |           |

| Üllői út, Budapest |

| 18. forduló 1937. március 21. |

| Kispest | 0 – 10              | Ferencváros                |
| ------- | ------------------- | -------------------------- |
|         | (0 – 5) Jegyzőkönyv | Sárosi I Táncos Kiss Toldi |

| Budapest Nézőszám: 8 000 Játékvezető: Égner Kálmán (magyar) |

| 19. forduló 1937. április 4. |

| Ferencváros   | 3 – 3       | Hungária |
| ------------- | ----------- | -------- |
| Sárosi I Kiss | Jegyzőkönyv |          |

| Üllői út, Budapest |

| 20. forduló 1937. április 18. |

| Ferencváros                  | 8 – 0       | Budafok FC |
| ---------------------------- | ----------- | ---------- |
| Sárosi I Toldi Táncos Kemény | Jegyzőkönyv |            |

| Hungária körút, Budapest |

| 21. forduló 1937. május 2. |

| Ferencváros               | 4 – 2       | Újpest |
| ------------------------- | ----------- | ------ |
| Kemény Táncos Jakab Toldi | Jegyzőkönyv |        |

| Üllői út, Budapest |

| 22. forduló 1937. május 6. |

| III. Kerületi TVE | 1 – 2       | Ferencváros   |
| ----------------- | ----------- | ------------- |
|                   | Jegyzőkönyv | Sárosi I Kiss |

| Hungária körút, Budapest |

| 23. forduló 1937. május 17. |

| Ferencváros         | 5 – 1       | Bocskai FC |
| ------------------- | ----------- | ---------- |
| Sárosi I Kiss Toldi | Jegyzőkönyv |            |

| Üllői út, Budapest |

| 24. forduló 1937. május 30. |

| Ferencváros       | 3 – 0       | Nemzeti FC |
| ----------------- | ----------- | ---------- |
| Kiss Polgár Toldi | Jegyzőkönyv |            |

| Üllői út, Budapest |

| 25. forduló 1937. június 6. |

| Ferencváros                         | 7 – 2               | Haladás |
| ----------------------------------- | ------------------- | ------- |
| Toldi Polgár Táncos Kemény Sárosi I | (1 – 2) Jegyzőkönyv |         |

| Hungária körút, Budapest Nézőszám: 5 000 Játékvezető: Iváncsics Mihály (magyar) |

#### Végeredmény
| #  | Csapat               | J  | Gy | D  | V  | Rg  | Kg | Gk  | P  | Megjegyzés                         |
| -- | -------------------- | -- | -- | -- | -- | --- | -- | --- | -- | ---------------------------------- |
| 1  | Hungária             | 26 | 20 | 3  | 3  | 95  | 34 | +61 | 43 | Bajnok, 1937-es közép-európai kupa |
| 2  | Ferencváros          | 26 | 20 | 2  | 4  | 102 | 32 | +70 | 42 | 1937-es közép-európai kupa         |
| 3  | Újpest               | 26 | 17 | 3  | 6  | 101 | 39 | +62 | 37 | 1937-es közép-európai kupa         |
| 4  | Phőbus FC            | 26 | 17 | 2  | 7  | 54  | 31 | +23 | 36 |                                    |
| 5  | Nemzeti FC           | 26 | 14 | 4  | 8  | 48  | 42 | +6  | 32 |                                    |
| 6  | Bocskai FC           | 26 | 13 | 3  | 10 | 57  | 49 | +8  | 29 |                                    |
| 7  | Elektromos FC        | 26 | 11 | 6  | 9  | 52  | 48 | +4  | 28 |                                    |
| 8  | Szeged FC            | 26 | 8  | 10 | 8  | 40  | 51 | -11 | 26 |                                    |
| 9  | Budai 11             | 26 | 8  | 7  | 11 | 44  | 59 | -15 | 23 |                                    |
| 10 | Kispest              | 26 | 8  | 5  | 13 | 62  | 78 | -16 | 21 |                                    |
| 11 | Budafok FC           | 26 | 8  | 5  | 13 | 47  | 87 | -40 | 21 |                                    |
| 12 | Szombathelyi Haladás | 26 | 6  | 4  | 16 | 38  | 79 | -41 | 16 | Kiesett az NB II-be                |
| 13 | III. Kerületi TVE    | 26 | 3  | 2  | 21 | 16  | 90 | -74 | 8  | Kiesett az NB II-be                |
| 14 | Erzsébet–Soroksár    | 26 | 0  | 2  | 24 | 14  | 51 | -37 | 2  | Kiesett az NB II-be                |

#### Eredmények összesítése
Az alábbi táblázatban összesítve szerepelnek a Ferencvárosi TC 1936/37-es bajnokságban elért eredményei.
| Ősz/tavasz (forduló)    | Otthon | Otthon | Otthon | Otthon | Otthon | Otthon | Otthon | Idegenben | Idegenben | Idegenben | Idegenben | Idegenben | Idegenben | Idegenben |
| Ősz/tavasz (forduló)    | M      | GY     | D      | V      | LG–KG  | GK     | P      | M         | GY        | D         | V         | LG–KG     | GK        | P         |
| ----------------------- | ------ | ------ | ------ | ------ | ------ | ------ | ------ | --------- | --------- | --------- | --------- | --------- | --------- | --------- |
| Őszi szezon (1–11.)     | 5      | 5      | 0      | 0      | 21–5   | +16    | 10     | 6         | 3         | 1         | 2         | 13–10     | +3        | 7         |
| Tavaszi szezon (12–26.) | 7      | 6      | 1      | 0      | 38–9   | +29    | 13     | 8         | 6         | 0         | 2         | 30–8      | +22       | 12        |
| Összesen (1–26.)        | 12     | 11     | 1      | 0      | 59–14  | +45    | 23     | 14        | 9         | 1         | 4         | 43–18     | +25       | 19        |

### Egyéb mérkőzések
| 1936. augusztus 13. |

| Venus București | 2 – 3       | Ferencváros |
| --------------- | ----------- | ----------- |
|                 | Jegyzőkönyv | Tátrai      |

| Bukarest |

| 1936. augusztus 15. |

| CFR Bucureşti | 0 – 1       | Ferencváros |
| ------------- | ----------- | ----------- |
|               | Jegyzőkönyv | Sárosi I    |

| Bukarest |

| 1936. augusztus 16. |

| Ripensia Timișoara | 3 – 0       | Ferencváros |
| ------------------ | ----------- | ----------- |
|                    | Jegyzőkönyv |             |

| Bukarest |

| 1936. szeptember 23. |

| Ferencváros, Hungária, Újpest vegyes | 0 – 3               | CFR Bucureşti |
| ------------------------------------ | ------------------- | ------------- |
|                                      | (0 – 1) Jegyzőkönyv |               |

| Üllői út, Budapest |

| 1936. december 20. |

| FC Basel | 2 – 4       | Ferencváros           |
| -------- | ----------- | --------------------- |
|          | Jegyzőkönyv | Toldi Táncos Sárosi I |

| Bázel |

| 1936. december 27. |

| Belenenses | 0 – 2       | Ferencváros |
| ---------- | ----------- | ----------- |
|            | Jegyzőkönyv | Toldi Jakab |

| Lisszabon |

| 1937. január 1. |

| Sporting Lisszabon | 2 – 0       | Ferencváros |
| ------------------ | ----------- | ----------- |
|                    | Jegyzőkönyv |             |

| Lisszabon |

| 1937. január 3. |

| FC Porto | 2 – 8       | Ferencváros                 |
| -------- | ----------- | --------------------------- |
|          | Jegyzőkönyv | Sárosi I Toldi Kemény Lázár |

| Porto |

| 1937. január 6. |

| Lisszabon válogatott | 8 – 2       | Ferencváros    |
| -------------------- | ----------- | -------------- |
|                      | Jegyzőkönyv | Sárosi I Lázár |

| Lisszabon |

| 1937. március 28. |

| Austria Wien | 2 – 7               | Ferencváros          |
| ------------ | ------------------- | -------------------- |
|              | (0 – 5) Jegyzőkönyv | Sárosi I Kiss Kemény |

| Bécs |

| 1937. március 29. |

| Rapid Wien | 2 – 4               | Ferencváros           |
| ---------- | ------------------- | --------------------- |
|            | (1 – 3) Jegyzőkönyv | Toldi Kemény Sárosi I |

| Bécs |

| 1937. május 3. |

| Jugoszlavija | 4 – 3       | Ferencváros  |
| ------------ | ----------- | ------------ |
|              | Jegyzőkönyv | Toldi Polgár |

| Belgrád |

| 1937. május 23. |

| Ipolyság FC | 1 – 13      | Ferencváros                                             |
| ----------- | ----------- | ------------------------------------------------------- |
|             | Jegyzőkönyv | Jakab Kemény Jászberényi Tátrai Papp Polgár Horváth ög' |

| Ipolyság |

## Külső hivatkozások
- A csapat hivatalos honlapja (magyarul)
- Az 1936–1937-es szezon menetrendje a tempofradi.hu-n (magyarul)